# 9300 Johannes
9300 Johannes è un asteroide della fascia principale. Scoperto nel 1985, presenta un'orbita caratterizzata da un semiasse maggiore pari a 2,6595866 UA e da un'eccentricità di 0,3588677, inclinata di 7,48452° rispetto all'eclittica.